# Vektorfont
Vektorfont, en font (eller teckensnitt) som lagras i en dator eller skrivare som en uppsättning matematiska formler (vektorer). På detta sätt kan fonten enkelt skalas uppåt eller nedåt för att ge önskade storlekar, utan att förlora skärpa.
Exempel på vektoriserade fonter är FreeType, OpenType, Postscript Type 1, TrueType.